# یواس‌اس باگلی (تی‌بی-۴۲)
یواس‌اس باگلی (تی‌بی-۴۲) (به انگلیسی: USS Bagley (TB-24)) یک کشتی بود که طول آن 157 ft (47.85 m) بود. این کشتی در سال ۱۹۰۰ ساخته شد.